# Imre Lajos (neveléstudós)
Imre Lajos (Hódmezővásárhely, 1888. november 4. – Kolozsvár, 1974. március 8.) magyar református lelkész, pedagógiai szakíró, szerkesztő. Id. Imre Lajos irodalomtörténész fia.

## Életútja
Középiskolai tanulmányait szülőhelyén végezte, Kolozsvárt teológus és egyetemi hallgató (1906–10), tanulmányait a skóciai aberdeeni és a heidelbergi egyetemen folytatta. 1913-ban Kolozsvárt a neveléstudományok doktorává avatták. Marosvásárhelyt, majd Kolozsvárt hitoktató, később lelkész Kolozskarán. 1921-től 1948-ig Kolozsvárt a gyakorlati teológia professzora, közben (1945–47) nyugdíjazásáig a Bolyai Tudományegyetem pedagógiai tanszékének professzora, és tanárképző intézet igazgatója is.
Az Ifjú Erdély főmunkatársa (1930–40), Az Út című havi folyóiratot szerkeszti (1923–44), közben 1928-tól Rajka Lászlóval szerkesztője A Magyar Ifjúság Könyvtára sorozatnak is. Központi témája a falu közművelődése, az ifjúságnevelés mind elméleti, mind gyakorlati vonatkozásban. Pedagógiai szakmunkássága a Schneller István-féle kolozsvári pedagógiai iskolához – a személyiség pedagógiájához – kapcsolódik; román–magyar kulturális közeledést szorgalmazó nézetei Balázs Sándor szerint egybecsengtek Tavaszy Sándor optimista kisebbségbemutatásával, s a két világháború közti korszakban nagy hatással voltak az ifjúságra egy erkölcsileg megalapozott erdélyi magyar kisebbségtudat értelmében. Ez a humánum uralkodik nevelésügyi írásaiban. Jelentősebb írásait a Pásztortűz, Erdélyi Helikon, Erdélyi Múzeum, Kiáltó Szó, Református Szemle, Szellem és Élet közölte.

## Származása
Imre Lajos elődei a 18. századig visszavezethetően művelt református értelmiségiek voltak: pedagógusok, papok, iskolamesterek, tanárok, professzorok, orvosok. Legtöbbjük külföldi tanulmányúton is bővítette ismereteit és jártasak voltak a német vagy az angol nyelvben. Nagyapja, Imre Sándor lelkészgyermek volt, osztálytársa Arany Jánosnak. Jogot, teológiát, klasszikus és modern nyelveket tanult. 1872-től a Kolozsvári Ferenc József Tudományegyetem bölcsészet-, nyelv- és történettudományi karán volt a magyar nyelv és irodalom első professzora. Ennek köszönhetően Imre Lajos is Kolozsvárra jött és itt kezdte el egyetemi tanulmányait.[1]
Édesapja, id. Imre Lajos Debrecenben és a Kolozsvári Református Kollégiumban tanult, majd Kolozsváron járt egyetemre. Előbb debreceni helyettes tanár volt, majd a hódmezővásárhelyi főgimnáziumban tanított magyar és német nyelvet. 1885-ben bölcsészdoktori címet szerzett Kolozsváron.
A család első gyermekeként született, majd másik tíz gyermek követte. Szülővárosában döbbent rá először a kálvinizmus hiányosságaira: abban az időben nem a lelki gyarapodást helyezték első helyre, hanem az egyház anyagi jólétét. A gyülekezetben általában csak a nagygazdák jutottak szóhoz. A vallásoktatás független volt a gyülekezettől, hiányzott a lelkigondozás. A hitélet pedig csak a becsületesség követelményére egyszerűsödött, nem volt igazán erény. Az igehirdetés általában nemzeti vagy moralizáló üzenettel bírt és az azokon való részvétel alacsony volt. Talán mindezek hozzájárultak ahhoz, hogy 1961-ben a Kolozsvári Evangélikus-Református Teológiai fakultásra iratkozott be. Itt nagy hatással voltak rá az első generációs tanárok, főleg Ravasz László. A teológiai fakultás mellett beiratkozott a Ferenc József Tudományegyetem óráira, ahol Böhm Károly filozófia órái voltak kiemelkedők számára.

## Személye
Imre Lajost sokféleképpen jellemezték. Egyénisége megelégedettséget sugárzott, noha magával soha nem volt megelégedve. Mindig is tisztában volt azzal, hogy Isten előtt ő kicsi és alkalmatlan. Ha pedig valamire alkalmatlannak érezte magát, akkor azt a szolgálatot nem vállalta. Erre az egyik legjobb példa az, amikor 1915-ben felkérték az újszövetségi tanszék betöltésére, de ő visszautasította, mivel mást alkalmasabbnak tartott erre.
Az Istennek való engedelmességet tartotta a legfontosabbnak. Nem volt modern vagy divatos gondolkodása, viszont időszerű. Eleven észjárás jellemezte, amely a kiáradó evangéliumi, olykor csípős, szarkasztikus humorral volt fűszerezve. Mindezek mellett olyan éles kritika jellemezte, amely még élességében is az építő és nevelő szeretet megnyilvánulása volt. Igazi felebarátként és testvérként tudott mindenkit szeretni. Maga a Vásárhelyi János mondta róla azt, hogy ő az Erdélyi Egyházkerület koronázatlan püspöke. Többen nevezték őt az egyházunk misszionáriusának is. A 20. század első felében szinte nem volt olyan gyülekezet, ahol ne ismerték volna az ő nevét. Szüntelenül tanult, ezért is kapta a tanuló professzor nevet. A szüntelen tanulást pedig a szüntelenül imádkozással párosította.[1]
Kozma Zsolt kolozsvári teológiai tanár így jellemezte Imre Lajost: kistermetűségében tömörödött nagyság; nem takarta el Isten világosságát és úgy tudott kicsi és alázatos lenni, hogy Isten magasba helyezte és így nagy területet bevilágító gyertyává tette. Tevékenysége sokrétű: mindenben Istennek akart szolgálni és oda ment ahova Isten küldte. Személyes vallomása volt a János 9,4: nekünk annak dolgait kell cselekednünk aki elküldött engem amíg nappal van.

## Szolgálatának kezdetén
Az aberdeeni teológiától megkapta a díszdoktori kitüntetést, amely méltó jele az ő rendkívüli tudásának és szorgalmának. 1911 júliusától szeptemberig a Kolozsvár-Monostor gyülekezet segédlelkésze volt, ezt követően pedig kolozsvári hitoktató. 1912 szeptemberéig teológiai magántanári fokozatot szerzett. A következő évben, pontosabban 1913. június 18-án  doktori címet szerzett gyakorlati teológiából A gyermek vallása című dolgozatával.  A Ravasz Lászlónak benyújtott munkája egészen modern volt mivel a kritikát a valláslélektan alapjaira helyezte. 1912. október és 1913. március között Hiedelbergben volt tanulmányi úton. Ezt az utat saját költségén és az édesapjától kapott támogatásból fedezte. Itt erősödött meg benne az, hogy a vallásoktatásban nem lehet mellőzni a valláslélektant. Megtanulta azt is, hogy a teológiában és a pedagógiában ne csak a rendszert és a tudományt kell keresni, hanem a mögöttük álló embert. Az erkölcsi nevelés viszonya a valláshoz című doktori dolgozatát 1913. november 8-án védte meg Schneller István előtt, a Kolozsvári Egyetem bölcsészet-, nyelv- és történettudományi karán. 1913 márciusától 1914 júniusáig marosvásárhelyi hitoktató volt és a református inasotthon vezetője. Marosvásárhelyen bibliaórákat is tartott, viszont a kegyességre nevelődött bibliaórás tagok nem tudták igazán befogadni az általa képviselt teológiát. 1914 és 1921 között volt a frissen anyásított kolozskarai gyülekezet lelkipásztora. Lelkészi szolgálata céljaként a lélek formálását tartotta fontosnak és erről a munkáról olvashatunk többek között a Szombat esték a parókián című munkájában is.

## Hatása az egyházi életre
1921 és 1948 között volt a kolozsvári református teológiai fakultás gyakorlati tanszékének a tanára. Katekétikát és ekleziasztikát tanított. Ő tartotta a pedagógiai és egyházjogi előadásokat is. Professzori szolgálata meghatározó volt a teológiai oktatás területén. Abban az időben sok teológus úgy mutatkozott be, hogy ő Imre Lajos tanítványa. Azt vallotta, hogy a lelkészi szolgálatban nem is a lelkek száma a fontos, hanem a szolgálatban felébresztett lélek.
Neki köszönhetően érkezett az új fuvallat, amelynek egyik alázatos és áldott hírnöke volt. Imre Lajos olyan nagy változást idézett elő erdélyi egyházunk teológiájában, hogy a teológiai hallgatok már az 1925-ös évektől csak úgy beszéltek Imre Lajosról, mint aki az Ige teológusáról.
Műveit olvasva három dolog egyértelmű: először az, hogy mennyire magától értetődő számunkra az ige teológiája, az új reformátori teológia amelyet egyáltalán nem kell szégyellni és amelynek meghonosítása nagy fáradozásokba került; másodszor az hogy amit a gyülekezeti szolgálat terén ma természetesnek tartunk azzal mind-mind vele egyértelműen cselekszünk; harmadszor pedig hogy mennyire aktuális volt és aktuális ma is Imre Lajos tanítása. Aktualitása abban rejlik, hogy szilárdan áll az ige fundamentumán és ezáltal Krisztus-, gyülekezet- és egyházcentrikus. Ebből következik tanításának és szolgálatának közösségi jellege. Tud reményt ébreszteni és munkára serkenteni.[1]
1915-ben Ravasz László és Makkai Sándor mellett elkezdik szerkeszteni Az Út című folyóiratot, amely a lelkipásztoroknak szánt szaklap volt azzal kapcsolatban, hogy mit és hogyan kell cselekedni a gyülekezeti életben.  1915 és 1918 között 29 írást írt Imre Lajos Az Út folyóiratba.  1923-ban újra elindul Az Út című folyóirat, Imre Lajos és Makkai Sándor mellett Tavaszy Sándor szerkesztésével. Makkai Sándor 1929-ben vált ki Az Út szerkesztőségéből, majd Tavaszy Sándor is otthagyta ennek szerkesztőségét 1927-ben. Így a munka nagy része Imre Lajosra maradt. 1923-ban elindította Az Ifjú Erdély című folyóiratot is, amelyben a református fiatalságot próbálta elérni. 1919. május 6 án házasságot kötött Sámuel Emmával.
1921-ben helyettes tanárként foglalta el a Ravasz László távozásával megüresedett gyakorlati tanszéket. Makkai Sándor és Tavaszy Sándor nagy szeretettel fogadta az új teológiai tanárt. A tanári kar keddenként esti bibliaórákat tartott, majd pedig közösen beszélték meg a munkájukban felmerülő kérdéseket. Péntek esténként a tanároknak és családjuknak közösen szervezett bibliaórájuk volt.
Imre Lajos a Ravasz László által használt lakásba költözött. Székfoglaló beszédét A magyar kálvinista lelkipásztor eszmények címmel tartotta meg 1922. szeptember 24-én. Az ő látása szerint a  lelkipásztori munkának két szempontját kell előtérbe helyezni: történjék az Isten országáért és az Isten dicsőségéért. Imre Lajos a gyakorlati teológia mellett pedagógiát és egyházjogot is tanított, összesen heti 16 órában. 1924-ben a homiletikát és liturgiát átadta Gönczi Lajosnak. Ellenben a konviktusnak és a bentlakásnak a felügyelője lett, amely igen nagy kihívás volt a háború utáni időben. A háború alatt meglazult fegyelmet helyre kellett állítani, illetve be kellett szerezni a mindennapi eledelt.
1945 márciusától 1947-ig az újonnan létesített Bolyai Tudományegyetemen is tartott pedagógiai előadásokat. A 30 évig tartó tanári szolgálatára és a teológiára úgy emlékezett vissza, mint amihez sok örömteljes, de sok szomorú emlék kötötte.
Imreh Lajos 1924 és 1944 között volt az Erdélyi Egyházkerület belmissziói előadója. Az Erdélyi Református Egyházkerület Igazgatótanácsának 1922. november 17-i ülésén veti fel és egyben kéri a missziói bizottság létrehozását. Szerinte a belmisszió az akkori egyházi legsürgősebb kérdése kell legyen. 1923 novemberében megalkották a belmissziói bizottságot, amely nagy lendülettel kezdte el a belmissziói munka megszervezését, köztük a vasárnapi iskolai oktatást. 1933-ban az ő javaslatára hozták létre az Egyházkerületi Missziói Tanácsot abból a célból, hogy összehangolja a Vasárnapi Iskola Szövetsége az IKE, Nőszövetség, Férfiszövetség, Leányszövetség, Diakóniai Intézet és az Árvaház tevékenységét.
Az iskolai vallástanítás és a konfirmáció megreformálására 1925-1930 között került sor. Ezt a reformot Imre Lajos készítette elő egy sor, főleg Az Út című folyóiratban megjelenő írásaival tette. Szerinte az egyház felelős azért, hogy a gyermekeket és az ifjakat Isten elé állítsa. A reform tervének újdonsága az volt, hogy összekapcsolta benne az iskolai vallástanítást, a vasárnapi iskolát és a konfirmációi előkészítést. A Nagy Péter-féle káté helyett az újonnan kiadott Heidelbergi Káté bevezetését sürgette. A vallásoktatási reform nem kevés vitát váltott ki, viszont ennek a reformnak talán a legnagyobb eredménye az, hogy az Ige tekintélye a katekézis területén kezdett helyreállni. Imre Lajos úgy tartotta, hogy a gyermekeknek részt kell venniük az egyházi életben, ezért szükségesnek látta a gyermekistentiszteletek bevezetését.
Imre Lajost 1948 július elsejével kényszerítették nyugdíjba, viszont élete végéig végzett kisegítő lelkipásztori szolgálatokat a Kolozsvári gyülekezetekben. A Kolozsvár-Hidelve gyülekezet presbitere volt, az Egyházmegye fegyelmi bizottságának és a zsinatnak tagja. 1974. március 8-án hunyt el. A gyászjelentőjén a következő állt: nagy fejedelem esett el ma Izraelben.

## Pedagógiai tárgyú munkái
- A falu kultúrája (Kolozsvár, 1914);
- Vezérfonal az ifjúság gondozására (Budapest, 1920);
- A falu művelődése (Kolozsvár, 1922);
- A modern nevelési rendszerek kritikája (Kolozsvár, 1928);
- Ifjúsági játékok könyve (Kolozsvár, 1928);
- Az ifjúság válsága (Nb. 1930);
- A protestantizmus és a proletariátus (Kolozsvár, 1932);
- A falunevelés irányelvei (ETF 59, Kolozsvár, 1933);
- A közművelődés mint társadalmi feladat (ETF 118, Kolozsvár, 1940);
- A népnevelés mint pedagógiai feladat (Szellem és Élet Könyvtára, új sorozat 27, Kolozsvár, 1942)
- Általános neveléstudomány és neveléstan (Kolozsvár, 1994. Erdélyi Református Egyházkerület), (Szemle Füzetek, 15. Tanulmányok a református theológia köréből. A sorozatot szerkeszti: dr. Csiha Kálmán és Nagy László.) A szerző irodalmi hagyatékából származó anyagot a szerző leánya, Imre Magda bocsátotta rendelkezésre.